# Nothofagus dombeyi
Nothofagus dombeyi (Mirb.) Oerst. – gatunek rośliny z rodziny bukanowatych (Nothofagaceae). Występuje naturalnie w środkowej części Chile oraz Argentynie (w prowincjach Chubut, Neuquén oraz Río Negro). Jest gatunkiem żywotnym. Do Europy został sprowadzony w 1916 roku.

## Morfologia
PokrójZimozielone drzewo dorastające do 20 m wysokości i 10 m szerokości. Pokrój jest stożkowy. Kora początkowo ma czarniawą barwę i jest poprzecznie pomarszczona, jednak z wiekiem staje się szorstka i łuszcząca się czerwonymi lub szarymi płatami.
LiścieUlistnienie jest naprzemianległe. Liście są pojedyncze. Ich blaszka liściowa jest gruba, sztywna, błyszcząca i ma eliptyczny kształt, najszersza w pobliżu nasady. Mierzy 2–3 cm długości oraz 1 cm szerokości, jest nieregularnie drobno ząbkowana na brzegu, ma zaokrągloną nasadę i ostry lub tępy wierzchołek. Górna powierzchnia ma ciemnozieloną barwę, natomiast od spodu są blade z małymi ciemnymi plamkami. Użyłkowanie liści jest wyraźne. Ogonek liściowy jest nagi i ma 1 mm długości.
KwiatySą niepozorne, rozdzielnopłciowe, mają czerwoną barwę. Kwiaty męskie są zebrane po 3 w kwiatostany, mierzą 2–3 mm średnicy i mają 8–15 pręcików. Kwiaty żeńskie są zebrane po 3 w kwiatostany.
OwoceDrobno owłosione orzechy osadzone po 3 w kupulach dorastających do 2–5 mm długości. Kupule powstają ze zrośnięcia czterech liści przykwiatowych. Dojrzałe orzechy rozłupują się.

## Biologia i ekologia
Rośnie w lasach zrzucających liście. Występuje na wysokości do 2500 m n.p.m. Charakteryzuje się szybkim wzrostem. Teoretycznie jest gatunkiem zimozielonym, lecz podczas srogich zim może tymczasowo zrzucić liście. Jest częściowo mrozoodporny – znosi spadki temperatury do –5 °C. Najlepiej rośnie na stanowiskach w pełnym nasłonecznieniu. Kwiaty zapylane są przez owady.

## Zastosowanie
Gatunek ma zastosowanie jako surowiec drzewny.

## Ochrona
W Czerwonej księdze gatunków zagrożonych został zaliczony do kategorii LC – gatunków najmniejszej troski.